# Oravská Poruba
Oravská Poruba est une commune du district de Dolný Kubín, dans la région de Žilina, en Slovaquie.

## Histoire
La première mention écrite de la localité date de 1350.

## Démographie

### Évolution de la population
| Année:               | 1994. | 2004.    | 2014.    | 2024.   |
| -------------------- | ----- | -------- | -------- | ------- |
| Nombre de personnes: | 809   | 907      | 1026     | 1083    |
| Différence:          |       | +12,11 % | +13,12 % | +5,55 % |

| Année:               | 2023. | 2024.   |
| -------------------- | ----- | ------- |
| Nombre de personnes: | 1085  | 1083    |
| Différence:          |       | -0,18 % |